# Metallyra rufiscapus
Metallyra rufiscapus là một loài bọ cánh cứng trong họ Cerambycidae.